# ملقوات
الملقوات (الاسم العلمي: Ancylostomatidae) هي فصيلة من الحيوانات تتبع رتبة الأسطونيات من طائفة المفرزانية.

## التصنيف
- الملقاوات
  - الملقوة
  - الشصية
  - الفتاكة